# Guraferda
Guraferda (ou Gurafereda) est un woreda de la zone Bench Sheko de la région Éthiopie du Sud-Ouest.
Ce district a 35 271 habitants en 2007.
Limitrophe de la région Gambela au nord et à l'ouest, il est entouré dans la zone Bench Sheko par Sheko, Debub Bench et Meinit Shasha à l'est et par Bero au sud.
La rivière Gilo, un sous-affluent du Nil Blanc, passe au nord du district tandis que la rivière Akobo, également un sous-affluent du Nil Blanc, passe à l'extrémité sud du district.
Son centre administratif, Beftu ou Biftu, se situe 35 km au sud-ouest de Mizan Aman, et compte 4 991 habitants en 2007.
Comme toute la zone Bench Sheko, le district fait partie de la région des nations, nationalités et peuples du Sud jusqu'à la création de la région Éthiopie du Sud-Ouest en 2021.
En 2022, sa population est estimée à 52 791 personnes avec une densité de population de 21 personnes par km2 et 2 565 km2 de superficie.